# (229762) Gǃkúnǁʼhòmdímà

(229762) Gǃkúnǁʼhòmdímà, designación provisional 2007 UK126, es un objeto transneptuniano y binario del disco disperso extendido, ubicado en la región más externa del sistema solar. Fue descubierto el 19 de octubre de 2007 por astrónomos estadounidenses Megan Schwamb,  Michael Brown y  David Rabinowitz en el Observatorio Palomar en California y mide aproximadamente 600 km de diámetro, y es representativo de objetos de tamaño medio por debajo de aproximadamente 1000 km que no parecen haberse colapsado en cuerpos completamente sólidos. Keith Noll, Will Grundy y sus colegas del Telescopio espacial Hubble descubrieron su luna de 100 kilómetros en 2008.

## Nombres
El nombre  Gǃkúnǁʼhòmdímà  proviene del pueblo Juǀʼhoansi (ǃKung) de Namibia. Gǃkúnǁʼhòmdímà es la Bella Chica Aardvark de la mitología juǀʼhoana, que a veces aparece en las historias de otros pueblos San como una niña pitón o una niña elefante; ella defiende a su gente y castiga a los malhechores usando espinas  gǁámígǁàmì , una nube de lluvia llena de granizo y su cuerno mágico oryx. El nombre "Gǃkúnǁʼhòmdímà" deriva de  gǃkún  'aardvark',  ǁʼhòm mà  'mujer joven' y el sufijo femenino  dí . La luna Gǃòʼé ǃHú lleva el nombre de su cuerno: significa simplemente 'oryx' ( gǃòʼé ) 'cuerno' ( ǃhú ).
En el idioma Juǀʼhoan, los nombres se pronuncian /ᶢᵏǃ͡χʼṹ ᵑ̊ǁʰòmdí mà||Gǃkunǁ'homdima.ogg/ y /ᶢǃòˀé ǃʰú||Gǃo'e ǃHu.ogg/, respectivamente. Por lo general, cuando se habla español, las consonanctes con clics en palabras del juǀʼhoan y otros idiomas simplemente se ignoran (tanto como Xhosa se pronuncia /'koʊzə/ (/KOHzə|/) en vez de /ǁʰosa/, resultando en /ˌɡuːnhoʊmˈdiːmə/ (/GOONhohmDEEmə/) y /ˌɡoʊ.eɪˈhuː/ (/GOHayHOO/) o /ˌɡoʊ.eɪˈkuː// (/GOHayKOO/).
En ASCII las representaciones de los nombres serían ⟨G!kun||'homdima⟩ (o ⟨G!kun//'homdima⟩) para el primario y  ⟨G!o'e !Hu⟩ or ⟨G!o'e!hu⟩ para el secundario.

## Órbita
Gǃkúnǁʼhòmdímà orbita alrededor del Sol a una distancia de 37.5–107.9 UA una vez cada 620 años y 2 meses (226,517 días; semieje mayor de 72,72 UA). Su órbita tiene una  excentricidad de 0,48 y una  inclinación de 23 ° con respecto a la eclíptica.
Una excentricidad de 0,48 sugiere que estaba gravitacionalmente  dispersada en su órbita excéntrica actual. Llegará a perihelio en julio de 2046, y los eventos de ocultación mutua con su satélite comenzarán a fines de 2050 y durarán la mayor parte de esa década. Tiene una magnitud absoluta brillante de 3,7, y se ha observado 178 veces en 16 oposiciones con imágenes precovery hasta 1982.

## Características físicas
Los eventos de ocultación estelar indican que Gǃkúnǁʼhòmdímà tiene un diámetro efectivo (esfera equivalente) de 600–670 km, pero no es esférico. Debido a las complicaciones de su forma no esférica, el período de rotación no puede determinarse definitivamente a partir de los datos actuales  curva de luz, que tiene una amplitud de Δm = 0,03 ± 0,01 mag, pero la solución más simple es 11.05 horas. Es casi seguro entre eso y las 41 horas. La masa del sistema es 1,36±0,03 1020 kg, alrededor del 2% de la luna de la Tierra y un poco más que la luna de Saturno  Encelado. Es poco probable que la luna represente más del 1% del total. Su albedo geométrico es de aproximadamente 0,15 y su densidad es de aproximadamente 1.
A partir de junio de 2018,  Mike Brown lo enumera como posible planeta enano, debido a su tamaño. Sin embargo, Grundy et al. proponen que la baja densidad y el albedo, combinados con el hecho de que los TNO tanto más grandes como más pequeños, incluidos los cometas, tienen una fracción sustancial de roca en su composición, lo indican y objetos similares como (174567) Varda y (120347) Salacia (en el rango de tamaño de 400–1000 km, con albedos menores a ≈0.2 y densidades de ≈1,2 g/cm³ o menos) pueden retener un grado de porosidad en su estructura física, ya que nunca colapsaron y posiblemente se diferenciaron en cuerpos planetarios como mayor densidad o mayor albedo (y presumiblemente resurgieron) 90482 Orcus y 50000 Quaoar, o en los mejores solo están parcialmente diferenciados.

## Satélite
Tiene un satélite conocido, Gǃòʼé ǃHú. Es uno de los TNO más rojos conocidos. El tamaño y la masa solo se pueden inferir. La diferencia de magnitud entre los dos es 3,242 ± 0,039 mag. Esto correspondería a una diferencia de diámetro de un factor de 4,45 ± 0,08, suponiendo el mismo albedo. Los satélites rojos a menudo tienen albedos más bajos que sus primarios, pero ese puede no ser el caso con esta luna. Dichas incertidumbres no afectan los cálculos de densidad, ya que la luna tiene solo alrededor del 1% del volumen, por lo que es menos importante que las incertidumbres en el diámetro del primario.